# Santa Brigida (Nápoly)
A Santa Brigida templom Nápoly történelmi központjában.

## Története
Eredetileg egy nápolyi nemesi család magánkápolnája volt, csak 1640-ben alakították templommá. Érdekessége, hogy a kupola magassága csak kilenc méter, freskója azonban azt az illúziót kelti, hogy jóval magasabb. Ez annak tulajdonítható, hogy építése idején a Castel Nuovo ágyúinak lővonalát zavarta. Belsőjét Luca Giordano festményei díszítik. Egyik oldalkápolnájának szobra, a Madonna Addolorata csodatevő hírében állt: minden év június 1-jén valamint szeptember 15-én ünnepséget rendeznek tiszteletére. A bal kereszthajó oltára előtt, a padlóba süllyesztve temették el 1705-ben Luca Giordano, híres nápolyi festőt.